# Мардук
Марду́к (аккад. 𒀭𒀫𒌓 MAR.DUK и шум. 𒀭𒀫𒌓 amar utu.k — «сын чистого неба» в других трактовках «мар дуку» — «сын мирового холма» или «амар утук» — «телёнок Солнцебога Уту»), иногда Мерода́х (сир. ܡܪܘܿܕ݂ܵܟܼ Merōdaḵ; ивр. מְרֹדַךְ‎ Mərōdaḵ) — в шумеро-аккадской мифологии верховное божество пантеона Вавилонии, верховный бог в Древней Месопотамии, бог-покровитель города Вавилона после 2024 г. до н. э.
Сын Эйя (Энки) и Дамкины (Дамгальнуны), супруг Царпанит (Милитта, Билит), отец Набу, бога писцового искусства.
Отождествлялся с планетой Юпитер.
Вавилонскими жрецами середины I тысячелетия до н. э. все божества объявлялись воплощениями Мардука:
- Нинурта — Мардук земледелия;
- Нергал — Мардук смерти, подземного царства и войны;
- Забаба — Мардук рукопашной схватки;
- Энлиль — Мардук власти и совета;
- Син — Мардук, светило ночи;
- Шамаш — Мардук справедливости;
- Адад — Мардук дождей.

Письменные источники сообщают о мудрости Мардука, о его искусстве врачевания и заклинательной силе; бога называют «судьёй богов», «владыкой богов» и даже «отцом богов». Наряду с богиней-целительницей Гулой он наделялся способностью воскрешать мёртвых.
В честь Мардука в Вавилоне торжественно справлялся праздник новолетия (Акиту, 15 марта), совершались процессии по Евфрату; 12-дневная церемония являлась наследницей шумерского праздника «А.КИ.ТИ» («Рождение Жизни На Земле»).

## Прочие имена Мардука
Адду, Арануна, Ашару, Бэл, Воин, Золотой Бык (телёнок), Асаллухи, Сын, Божественное величество, Марукка, Меродах, Мершакушу, Лугал-Диммер-Анкиа, Нари-Лугал-Диммер-Анкиа, Намтила, Намру, Ашшур, Ашар-алим, Ашар-алим-нуна,Туту, Зи-аккина, Зику, Агаку, Шазу, Зиси, Сухрим, Сухгурим, Захрим, Захгурим, Энбилулу, Эпадун, Гугал, Хегал, Сирсир, Малах, Гил, Гилима, Агилима, Зулум, Мумму(Мамма), Зулум-умму, Гиз-нумун-аб, Лугал-аб-дубур, Пагал-гуена, Лугал-Дурма, Думу-дуку, Лугал-дуку, Лугал-шуанна, Ируга, Иркингу, Кинма, Э-зискур, Нибиру, Энкукур.

## Битва с Тиамат
Тиамат, богиня Мирового океана, всех солёных вод, давшая начало миру, решила уничтожить Мардука. Она собрала всех чудовищ, поставила во главе их своего чудовищного сына Кингу, вручив ему «таблицы судеб», которые определяли миропорядок. Младшие боги просили Мардука выйти на бой c Тиамат. Он согласился, но потребовал, чтобы его признали главой всех младших богов. Его признали и наделили великой силой.
Он вооружился луком, дубинкой, сетью и, в сопровождении своих верных небесных ветров и бурь, на колеснице отправился навстречу чудовищам Тиамат. Это был страшный бой. Тиамат хотела уничтожить своего противника, она была очень сильна, ведь ей подчинялись стихийные силы. Но Мардук кинул в раскрытую пасть Тиамат «злой ветер», и та не смогла закрыть свою пасть, её тело сразу раздулось; затем он кинул свою сеть и опутал ею Тиамат, и древняя богиня была обессилена; Мардук натянул тетиву и выпустил стрелу: с Тиамат было покончено.
Затем Мардук принялся расправляться с её чудовищами. Одних он уничтожил, другие в страхе разбежались, некоторых он взял в плен. Став победителем, Мардук захватил в плен Кингу, отобрал у него «таблицы судеб», которые давали ему мировое господство. Мардук велел надеть на него оковы и приставить к нему стража, демона смерти.
Первоначальный хаос был уничтожен, и теперь Мардуку предстояло создавать новый мир. Строительным материалом для этого послужило тело Тиамат. Он разрубил его на две части. Из верхней сделал небо, из нижней — землю. Череп богини превратился в гору, и из его глазниц потекли две великие реки — Тигр и Евфрат. Причём бог запер небо на засов, приставил стражу, чтобы вода не могла просочиться вниз на землю. Он определил владения богов и пути небесных светил, по его плану боги создали человека и возвели ему «небесный Вавилон».

## Символы Мардука
Символами Мардука являлись мотыга, лопата и дракон Мушхуш, а части тела самого божества сравнивались с различными животными и растениями: «его главные внутренности — львы; его малые внутренности — собаки; его спинной хребет — кедр; его пальцы — тростник; его череп — серебро; излияние его семени — золото».
Другим символом Мардука можно считать двойной трезубец, которым Мардук поразил чудовищную богиню тьмы Тиамат.

## Вавилонские цари, носившие его имя
- Мардук-апла-иддин I (1172—1158 до н. э.)
- Мардук-кабит-аххешу (ок. 1150 до н. э.)
- Итти-Мардук-балати (до 1133 до н. э.)
- Мардук-надин-аххе (1101—1083 до н. э.)
- Мардук-шапик-зери (1083—1070 до н. э.)
- Мардук-аххе-эриба (1048—1047 до н. э.)
- Мардук-зер-... (1047—1036 до н. э.)
- Мардук-закир-шуми I
- Мардук-балассу-икби
- Мардук-бел-зери
- Мардук-апла-уцур
- Эриба-Мардук (ок. 770 до н. э.)
- Мардук-апла-иддин II (721—710, 703 (повторно) до н. э.)
- Мардук-закир-шуми II (703 до н. э.)
- Мушезиб-Мардук (692—689 до н. э.)
- Амель-Мардук (562—560 до н. э.; ум. между 7 и 13 августа)
- Лабаши-Мардук (556 — май 556 до н. э.)